# Фаркаждин
Фаркаждин је насеље града Зрењанина у Средњобанатском округу, у Републици Србији. Према попису из 2022. било је 957 становника.

## Историја
Фаркаждин је старо српско место, на десној обали реке Тамиша, у народу звано Курјаково, чији је првобитни назив давно помађарен, од мађарске речи farkas што значи вук или курјак. Мађарска власт је преко нарученог друштва за мађаризацију под паролом "за културни препород" априла 1888. године променила званичне називе неких банатских општина. У првом налету то је успело са Фаркаждином, али измена је безначајна, нови назив је био Farkasd.
Некад је најбогатија породица била Курјачки, чији су се чланови бавили и трговином. Тако је 1790. године закупац фаркаждинског рита био Фаркаждинац Теодор Курјаков, са ортацима Бекићем и Стојановим. Исти Теодор Курјак (та верзија) је још 1801. године остао забележен као једини Фаркаждинац у списку претплатника, једне вредне српске књиге.
У 18. веку је у атару села било неколико заселака, наводно станишта номада, који су кратко постојали. Тако је на мапи Баната 1737. године уцртан Вариак као најближи садашњем положају места, а удаљенији у правцу Ченте је Миколак.
Фаркаждин је наводно населио граничарима из Поморишја, овлашћени официр Андреја Грунић око 1750. године. Фаркаждин је 1764. године православна парохија у Бечкеречком протопрезвитерату. Село је 1773. године укључено у Илирску пешачку, а три године касније у Немачко-банатску регименту са седиштем у Панчеву. Фаркаждин је био вод или штација у оквиру Перлеске компаније (чете). Фаркаждински трговац Јовица Комлушки је 25. априла 1768. године откупио свих 12 минеја, купљених у Сегедину на вашару од стране орловатског тутора Максима Николића, и поклонио их орловатском храму. Аустријски царски ревизор Ерлер је 1774. године констатовао да место припада Тамишком округу, Бечкеречког дистрикта. Село има милитарски статус а становништво је српско. Када је 1797. године пописан православни клир ту су два свештеника Јовановића. Парох је поп Спиридон (рукоп. 1763) а помоћник Дионизије (1788), оба су говорили само српским језиком.
Када је укинута банатска војна граница 1873. године у Фаркаждину су забележени само Срби - 1964 душе. Етнички најчистије српско место у окружењу; било испред Ченте, која је имала само четири Швабе.
Године 1905. Фаркаждин је "Farcasd" (помађарен иначе мађаризован назив!) велика општина у Анталфалвском (Ковачичком) срезу. Ту живи 1954 становника у 377 домова. Срби су у великој већини; има их 1876 или 96%, са 362 куће. Од јавних здања вредни су пажње српска православна црква и комунална школа. Пошта има свој уред у Фаркаждину, а у суседном Идвору инсталиран је телеграф.

## Црква и школа
Зна се за неколико православних храмова у Фаркаждину. Данашња православна црква је грађена 1847-1850. године, и као све претходне посвећена је празнику Покрову Пресвете Богородице. Не зна се поуздано ко је осликао иконостас у фаркаждинској цркви, мада је то било почетком 20. века. Помињу се двојица иконописаца Миливој Бранчић или Ђура Пецић. Тада је уз њих учио да слика мештанин ратар Светозар Лекић, који је касније наставио сликао кућне иконе. Иконописац Бранчић се потписао на првој икони 1905. године. Како је вршачка конзисторије тек 1. октобра 1906. године усвојила план иконостаса, биће да је исти осликао много познатији, Кикинђанин, Пецић. Освећена је црква 1904. године, а не зна се и зашто је мењала храмовну славу, и од тада се слави празник Рођење Пресвете Богородице. Целивајуће иконе у храму радио је живописац Живко Петровић 1841. и 1844. године.
У селу је почетком 20. века српска православна црквена општина, скупштина редовна, под председништвом Живе Велемировог. Црквено-општински посед је 166 кј. земље. Православно парохијско звање је основано и од тада се црквене матрикуле воде 1779. године. Православна парохија је друге платежне класе, има парохијски дом и парохијску сесију од 34 кј. земље. Парох је 1905. године поп Андрија Јовановић протонамесник, родом из Тараша, у месту служи већ 28 година. Умро је ускоро, па је 1906. године постављен нови парох поп Никола Дабић родом из Карловаца. У месту је српско православно гробље са најстаријим спомеником Михајла Адамовића из 1707. године.
Српска народна школа са наставом на српском језику постоји од 1772. године. У првој половини 19. века Фаркаждин је захваљујући ангажовању свештеника из породице Јовановић и трговаца из породице Ивковић, био истакнут пренумерантски (претплатнички) пункт за набавку новина и књига. Михајло Пупин знаменити Србин из Идвора је као ученик панчевачке гимназије насликао портрет Косте Ивковића, трговца из Фаркаждина.
По државном шематизму православног клира из 1846. године у Фаркаждину живи 1681 становник. Све црквене матице се наводно воде од 1768. године. Свештеник је поп Милутин Јовановић, а народну школу похађа 194 ученика. Мушкој деци предаје Трифун Радованчев, а женску учи учитељ Сава Шупица. Умро је 1877. године фаркаждински учитељ Милош Исаковић, па је расписан стечај з а пријем новог. Услове конкурса потписао је парох администратор поп Светозар Јовановић као школски управитељ. Годишња понуђена плата је износила 120 ф., са додацима у натури. Школа фаркаждинска је од 1872. године комунална, са једном зградом грађеном 1798. године. У згради има четири дворнице (учионице) у три су пет разреда; а четврта је празна. Учитељско тело 1905. године чине: Бранко Јовановић, родом из Ченте, који је ту девет година, Милан Диаманди родом из Уздина, али не говори румунски. Његова супруга је учитељица Анка Диаманди (рођ. Гилезан) родом из Новог Села, и она наводно не говори румунски. У школу на редовну наставу је ишло тада 247 ученика, а у пофторну школу 56 ђака старијег узраста.
За време ратова између Аустрије и Француске (1792-1801) похваљивани и одликовани су за храброст Фаркаждинци каплар Сима Адамов и катана (граничар) Самоило Сима Белић (двапут). За време мађарске буне 1848. године било је много Банаћана у Главном одбору српског покрета. Из Фаркаждина је то био мештанин Јован Станков. Фаркаждинац Васа Пекић који је 1843. године био исписани (демобилисани) царско-краљевски короносац (заставник) активирао се за време буне 1848. године и постао "народни капетан" у томашевачком логору. Погинуо је славно у бици са Мађарима код Неузине 14. децембра 1848. године, са још стотину српских граничара. Испред фаркаждинске цркве му је подигнут велики мермерни спомен-крст за памћење, који и сада стоји уз парк у центру села. По митрополијском попису из 1865. године у Фаркаждину живи 1795 православних душа, а парохија је солидне друге класе. На трећој скупштини Уједињене омладине српске у Великом Бечкереку 1869. године прилог дао и Јован Живковић учитељ из Фаркаждина. Фаркаждински кнез Велемиров, присталица режимске (мађарске) Деакове странке награђен је златном колајном "за заслуге" 1874. године.
Општина фаркаждинска је 20. јуна 1794. године тражила право одржавања годишњег вашара, али оно је дато Перлезу. Свој просперитет Фаркаждин има да захвали својом везаношћу за суседни, напредни Перлез.
Године 1893. Фаркаждин је задесио земљотрес са последицама.
Црквено певачко друштво је основано 1880. године, а Добровољно ватрогасно друштво званично регистровано 1889. године. Пошта са телефоном је постојала пре 1898. године а поштански уред отворен у селу 1907. године. Вересијска задруга у Фаркаждину је основана 19. јуна 1905. године. За време Првог светског рата 9. јуна 1916. у месту основана филијала АУ Црвеног крста са 300 чланова. Жељезничка станица на новој прузи Тител - Орловат, грађена 1925. године одавно је затворена. Пољопривредно удружење у Фаркаждину је основано 1939. године, и прикључило се организацији коју је створио лист "Тежак", Београд.
Око 1890. године у месту је постојао јак назаренски покрет, одакле се преко скупова, сабора, та секта ширила по околини и Банату. По званичном извештају панчевачког проте из 1893. године, у Фаркаждину их је било највише у том протопрезвитерату - чак 101 назарен, док је суседни, други по значају Идвор имао 76 секташа.

## Занимљивости
Перлежан, лекар др Душан Мишков, познат по свом стручно-историографском раду: "Епидемија колере у Фаркаждину 1893. године" објављеном 1974. године.
Фаркаждин је родно место новинара Љубомира Живкова, олимпијског стрелца Душка Епифанића и глумца Јована Торачког, првака зрењанинског позоришта. Одатле потичу и песници Перица Марков и Благоје Јованов.

## Демографија
У насељу Фаркаждин живи 1114 пунолетних становника, а просечна старост становништва износи 41,7 година (39,9 код мушкараца и 43,5 код жена). У насељу има 439 домаћинстава, а просечан број чланова по домаћинству је 3,16.
Ово насеље је великим делом насељено Србима (према попису из 2002. године), а у последња три пописа, примећен је пад у броју становника.
|  |

| Демографија | Демографија | Демографија |
| Година      | Становника  | Становника  |
| ----------- | ----------- | ----------- |
| 1948.       | 1.775       |             |
| 1953.       | 1.821       |             |
| 1961.       | 1.778       |             |
| 1971.       | 1.743       |             |
| 1981.       | 1.662       |             |
| 1991.       | 1.586       | 1.568       |
| 2002.       | 1.386       | 1.390       |

| Етнички састав према попису из 2002.‍ | Етнички састав према попису из 2002.‍ | Етнички састав према попису из 2002.‍ | Етнички састав према попису из 2002.‍ | Етнички састав према попису из 2002.‍ |
| ------------------------------------ | ------------------------------------ | ------------------------------------ | ------------------------------------ | ------------------------------------ |
|                                      |                                      |                                      |                                      |                                      |
| Срби                                 | Срби                                 |                                      | 1.316                                | 94,94%                               |
| Роми                                 | Роми                                 |                                      | 49                                   | 3,53%                                |
| Мађари                               | Мађари                               |                                      | 5                                    | 0,36%                                |
| Црногорци                            | Црногорци                            |                                      | 2                                    | 0,14%                                |
| Југословени                          | Југословени                          |                                      | 2                                    | 0,14%                                |
| Чеси                                 | Чеси                                 |                                      | 1                                    | 0,07%                                |
| Хрвати                               | Хрвати                               |                                      | 1                                    | 0,07%                                |
| Словаци                              | Словаци                              |                                      | 1                                    | 0,07%                                |
| Немци                                | Немци                                |                                      | 1                                    | 0,07%                                |
| Македонци                            | Македонци                            |                                      | 1                                    | 0,07%                                |
| Бугари                               | Бугари                               |                                      | 1                                    | 0,07%                                |
| непознато                            | непознато                            |                                      | 2                                    | 0,14%                                |

| \| \| м \| \| \| ж \| \| ? \| 3 \| \| \| 5 \| \| 80+ \| 16 \| \| \| 22 \| \| 75—79 \| 21 \| \| \| 27 \| \| 70—74 \| 40 \| \| \| 50 \| \| 65—69 \| 38 \| \| \| 58 \| \| 60—64 \| 44 \| \| \| 47 \| \| 55—59 \| 33 \| \| \| 43 \| \| 50—54 \| 45 \| \| \| 47 \| \| 45—49 \| 54 \| \| \| 48 \| \| 40—44 \| 57 \| \| \| 34 \| \| 35—39 \| 47 \| \| \| 45 \| \| 30—34 \| 48 \| \| \| 46 \| \| 25—29 \| 46 \| \| \| 37 \| \| 20—24 \| 44 \| \| \| 31 \| \| 15—19 \| 40 \| \| \| 39 \| \| 10—14 \| 43 \| \| \| 53 \| \| 5—9 \| 49 \| \| \| 34 \| \| 0—4 \| 31 \| \| \| 21 \| \| Просек : \| 39,9 \| \| \| 43,5 \| |      |  |  |      |
| |      |  |  |      |
| | м    |  |  | ж    |
| ? | 3    |  |  | 5    |
| 80+ | 16   |  |  | 22   |
| 75—79 | 21   |  |  | 27   |
| 70—74 | 40   |  |  | 50   |
| 65—69 | 38   |  |  | 58   |
| 60—64 | 44   |  |  | 47   |
| 55—59 | 33   |  |  | 43   |
| 50—54 | 45   |  |  | 47   |
| 45—49 | 54   |  |  | 48   |
| 40—44 | 57   |  |  | 34   |
| 35—39 | 47   |  |  | 45   |
| 30—34 | 48   |  |  | 46   |
| 25—29 | 46   |  |  | 37   |
| 20—24 | 44   |  |  | 31   |
| 15—19 | 40   |  |  | 39   |
| 10—14 | 43   |  |  | 53   |
| 5—9 | 49   |  |  | 34   |
| 0—4 | 31   |  |  | 21   |
| Просек : | 39,9 |  |  | 43,5 |

| Година пописа     | 1948. | 1953. | 1961. | 1971. | 1981. | 1991. | 2002. |
| ----------------- | ----- | ----- | ----- | ----- | ----- | ----- | ----- |
| Број домаћинстава | 427   | 458   | 469   | 464   | 474   | 487   | 439   |

| Број чланова      | 1  | 2   | 3  | 4  | 5  | 6  | 7  | 8 | 9 | 10 и више | Просек |
| ----------------- | -- | --- | -- | -- | -- | -- | -- | - | - | --------- | ------ |
| Број домаћинстава | 71 | 120 | 79 | 78 | 42 | 33 | 11 | 4 | 1 | 0         | 3,16   |

| Пол    | Укупно | Неожењен/Неудата | Ожењен/Удата | Удовац/Удовица | Разведен/Разведена | Непознато |
| ------ | ------ | ---------------- | ------------ | -------------- | ------------------ | --------- |
| Мушки  | 576    | 180              | 349          | 36             | 10                 | 1         |
| Женски | 579    | 95               | 347          | 115            | 21                 | 1         |
| УКУПНО | 1.155  | 275              | 696          | 151            | 31                 | 2         |

| Пол    | Укупно                    | Пољопривреда, лов и шумарство | Рибарство                            | Вађење руде и камена | Прерађивачка индустрија       |
| ------ | ------------------------- | ----------------------------- | ------------------------------------ | -------------------- | ----------------------------- |
| Мушки  | 411                       | 334                           | 1                                    | 1                    | 26                            |
| Женски | 250                       | 202                           | 0                                    | 0                    | 9                             |
| Укупно | 661                       | 536                           | 1                                    | 1                    | 35                            |
|        |                           |                               |                                      |                      |                               |
| Пол    | Производња и снабдевање   | Грађевинарство                | Трговина                             | Хотели и ресторани   | Саобраћај, складиштење и везе |
| Мушки  | 0                         | 13                            | 4                                    | 4                    | 14                            |
| Женски | 0                         | 0                             | 15                                   | 0                    | 2                             |
| Укупно | 0                         | 13                            | 19                                   | 4                    | 16                            |
|        |                           |                               |                                      |                      |                               |
| Пол    | Финансијско посредовање   | Некретнине                    | Државна управа и одбрана             | Образовање           | Здравствени и социјални рад   |
| Мушки  | 0                         | 1                             | 2                                    | 4                    | 4                             |
| Женски | 0                         | 0                             | 2                                    | 9                    | 10                            |
| Укупно | 0                         | 1                             | 4                                    | 13                   | 14                            |
|        |                           |                               |                                      |                      |                               |
| Пол    | Остале услужне активности | Приватна домаћинства          | Екстериторијалне организације и тела | Непознато            | Непознато                     |
| Мушки  | 3                         | 0                             | 0                                    | 0                    | 0                             |
| Женски | 1                         | 0                             | 0                                    | 0                    | 0                             |
| Укупно | 4                         | 0                             | 0                                    | 0                    | 0                             |